# Малятко TV
«Малятко TV» — закритий загальноукраїнський дитячий телевізійний телеканал.

## Про канал
Телеканал почав мовлення 1 серпня 2009 року. Програми телеканалу орієнтовані на сімейний перегляд. Контент: українські та іноземні анімаційні серіали, пісні, віршики тощо.
В етері демонструється понад 300 дитячих пісень, кількість яких зростає. Також телеканал виготовляє віршики, абетки та інші повчальні матеріали для найменших глядачів та їхніх батьків. Окрасами телеканалу є авторки та виконавиці популярних дитячих пісень — Леся Горова та Наталія Май, дитячі колективи — «Зернятко», «Горличка», та творчий центр Наталії Май.
Телеканал адаптує іноземні анімаційні серіали, а також показує в етері мультфільми українського виробництва.
Мовлення здійснюється українською мовою. Директором і власником телеканалу є Володимир Кметик.

## Історія
У серпні 2009 року група супутникових дитячих каналів «Spacetoon» разом з президентом групи Файезом Вайсом оголосила, що «Spacetoon Малятко» став новим членом дитячих супутникових каналів:
|                                                    | Запуск цього каналу є частиною планів групи щодо розширення своєї присутності в усьому світі. Spacetoon є організацією, орієнтованою на освіту і розваги, і ми прагнемо заохочувати просвітницьку освіту та етичні цінності для дітей по всьому світу. Нашою основною мотивацією розширення в Україну був великий успіх, якого досягли «Spacetoon Arabic» і «Spacetoon English» для арабської аудиторії, а також франчайзингові канали «Spacetoon India та Korea». |
| — Файез Вайс, президент групи каналів «Spacetoon», | |

|                                                                   | Основною причиною придбання франшизи каналів Spacetoon і запуску «Spacetoon Малятко» є копіювання успішного досвіду цього ланцюжка каналів у поєднанні веселощів, освіти та просування етичних цінностей у розважальну структуру. Ось нарешті ми запустили перший україномовний дитячий канал. |
| — Володимир Кметик, директор та засновник телеканалу «Малятко TV» | |

Телеканал став першим дитячим каналом групи «Spacetoon», який мовив українською мовою.
«Spacetoon Малятко» почав тестове мовлення 31 грудня 2009 року опівночі за українським часом. Однак 25 березня 2010 року «Spacetoon Малятко» змінив назву на «Малятко TV». Причиною припинення співпраці стало невиконання обов'язків партнерів[джерело?].
З 1 квітня 2018 року телеканал мовив у форматі 16:9.
У зв'язку з російським вторгненням в Україну 1 березня 2022 року телеканал ухвалив рішення призупинити своє мовлення і передати кошти на допомогу ЗСУ. 13 квітня телеканал відновив мовлення.
16 лютого 2023 року Національна рада України з питань телебачення і радіомовлення видала телеканалу тимчасовий дозвіл на мовлення в період дії воєнного стану в Україні на МХ-3 мережі DVB-T2, а 15 березня телеканал розпочав мовлення.
16 червня 2023 року телеканал припинив своє мовлення в MX-3 цифрової етерної мережі DVB-T2, а 1 липня на супутнику й OTT-платформах.
14 вересня того ж року НацРада анулювала тимчасовий дозвіл телеканалу на мовлення в «MX-3». Причиною стала неспроможність каналу сплачувати за трансляцію.
29 лютого 2024 року регулятор призначив позапланову перевірку через  відсутність мовлення. За результатами перевірки 9 травня телеканал було оштрафовано.

## Мультсеріали
- Біллі і Бадді
- Дрейкери
- Замаскований хлопчик Дагі
- Зоосвіт
- Кажанчик Пет
- Крампети
- Лу!
- Лулу Зіпаду
- Маленьке зайченя
- Маленький зоопарк Сьюзі
- Седрік
- Чарівна Карусель
- Якарі
- Тіб і Тамтам
- Мартін Монінг
- Командир Кларк
- Зіп-зіп
- Маленький Малабар
- Казки Єті
- Рівень Маркуса
- Скеля Іпаток
- Мурашки
- Лорина зірка
- Момо
- Тро-тро
- Фархат. Принц пустелі
- Сандокан
- Луї малює світ
- Веселі звірята
- Бібі Блоксберг
- Друзі ангелів
- Монстри та Пірати
- Лис Микита
- Кім
- Покахонтас
- Кіт Біллі
- Командир Кларк
- Старий Том
- Хоуді Гауді
- Останній з Могікан
- Чорний Корсар
- Шпиталь Гільтоп
- Кароліна та її друзі
- Ледача Люсі
- Руде лисеня Пабло
- Зоопаркова, 64
- Карлсон, що живе на даху
- Арабські ночі: пригоди Синдбада
- Диво-хлопчик Магічне Око
- Супербуйвіл
- Тао Шу — хлопчик-воїн
- Диво-тигр
- Супергерої
- Веселий коледж
- Кріт
- Болек і Льолек
- Рекс
- Інспектор Гаджет
- Атака Вірусів
- Гладіатори
- Нік та Перрі
- Переможець і золота дитина
- Кокко Білл
- Кіка і Боб
- Чарівний олівець
- Вікі Вікінг
- Сестрички-кротики
- Фліппер і Лопака
- Спірелло
- Чарівний олівець
- Пригоди мишенятка
- Рубі
- Коала Арчибальд
- Пінгвін Джаспер
- Корівка Конні
- Спляча красуня (Легенда про Сплячу Красуню)

### Аніме-серіали
- Аліса в Країні Чудес
- Анна з Зелених Дахів
- Білочка Баннертайл
- Борці виру
- Вікі Вікінг
- Гайді
- Галактичні гонщики
- Джекі і Джилл
- Єнотик Раскаль
- Зоботи
- Книга джунглів
- Легенда про Зорро
- Марко
- Ніклас, хлопчик із Фландрії
- Подорож Нільса Гольгерсона з дикими гусьми
- Подорож Чжен Хе до західних морів
- Попелюшка
- Ранма
- Ремі
- Робін Гуд
- Тіко та друзі
- Христофор Колумб
- Шанмао та Квіточка Джиммі

## Програми та документальні фільми
- Логос
- Невідома Україна
- Дитячий телефестиваль «Світлячок»
- Дитяча скарбничка
- Генії очима дітей

## Мультфільми українського виробництва
- Як метелик вивчав життя
- Грицькові книжки
- Котигорошко
- Цап та Баран
- Що на що схоже
- Чудасія
- Коза-дереза
- Подарунок
- Людина і лев
- Чотири нерозлучних таргани та цвіркунець
- Як Петрик П'яточкин слоників рахував
- Капітошка
- Водопровід на город
- Грицеві писанки
- Двоє справедливих курчат
- Рукавичка
- Кульбаба — товсті щоки
- Війна яблук та гусені
- Будиночок для равлика
- Засипле сніг дороги…
- Відчайдушний кіт Васька
- Братик Кролик та братик Лис
- Ключ
- Про кішку, що впала з неба
- П'єса для трьох акторів
- Заєць в людях
- Круглячок
- Йшов трамвай дев'ятий номер
- Жив собі чорний кіт
- Чарований запорожець
- Капітан Туссі
- Калейдоскоп
- Коп і Штик. Завзяті кроти
- Курка, яка несла всяку всячину
- Про Дуків Срібляників і Хвеська Ганджу Андибера
- Покрово-Покрівонько…
- Знайда
- Казка про доброго носорога
- Дівчинка та зайці
- Козаки

## Логотипи
Телеканал змінив 4 логотипи. Знаходилися у правому нижньому куті екрана.
| Логотип | Опис |
| ------- | --- |
|         | З 1 серпня 2009 до 30 грудня 2009 року і з 25 березня 2010 року до 2012 року логотипом був червоний глянцевий напис «Малятко TV». |
|         | З 31 грудня 2009 до 24 березня 2010 року використовувався стилізований напис «Spacetoon» з текстом «Малятко» під ним та написом «тест» зверху.                                                                                              |
|         | З 2013 року до 13 грудня 2020 року і з 1 лютого 2021 до 1 липня 2023 року використовувався перший логотип, але не у глянцевому варіанті. |
|         | З 14 грудня 2020 до 31 січня 2021 року шрифт напису логотипа змінено, а літери стали червоного, жовтого та зеленого кольорів. Відтепер логотип був в єдиному стилі з логотипом журналу «Малятко», сторінка якого з'явилась на сайті каналу. |

## Суд щодо позбавлення ліцензії телеканалу «Інтер»
На початку літа 2016 року «Малятко TV» подав позов до адміністративного суду, де просив скасувати рішення про продовження строку ліцензії телеканалу «Інтер» та оголосити відкритий конкурс, щоб українські телеканали отримали можливість мовити замість проросійських телеканалів.
Національна рада з питань телебачення і радіомовлення незаконно продовжила ліцензію «Інтеру».